# Coca-Cola Beverages Florida
Coca-Cola Beverages Florida est un embouteilleur américain indépendant de la Coca-Cola Company,  fondé en 2015 et officiant en Floride centrale. 

## Historique
Le 24 septembre 2014, la Coca-Cola Bottling Company of Central Florida signe une lettre d'intention pour devenir embouteilleur de Coca-Cola.